# Chlorophytum macrophyllum
Chlorophytum macrophyllum är en sparrisväxtart som först beskrevs av Achille Richard, och fick sitt nu gällande namn av Paul Friedrich August Ascherson. Chlorophytum macrophyllum ingår i släktet ampelliljor, och familjen sparrisväxter. Inga underarter finns listade i Catalogue of Life.

## Bildgalleri

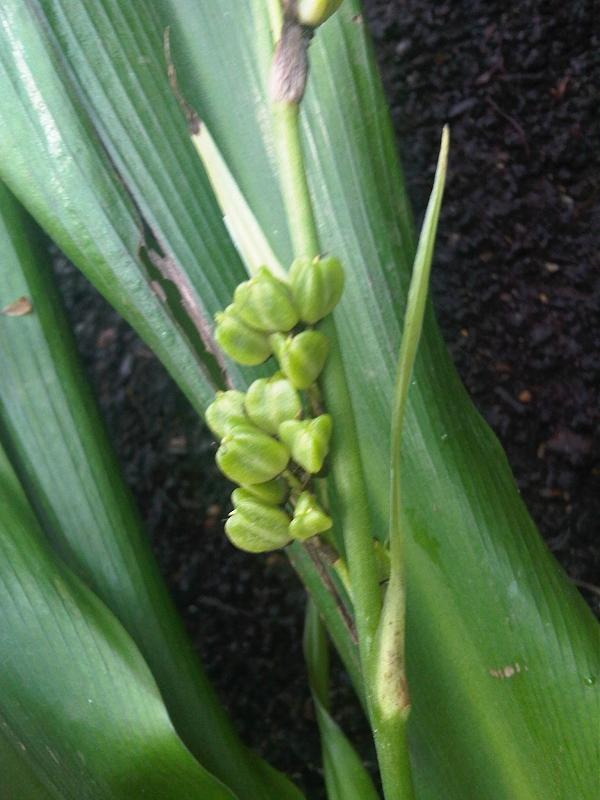
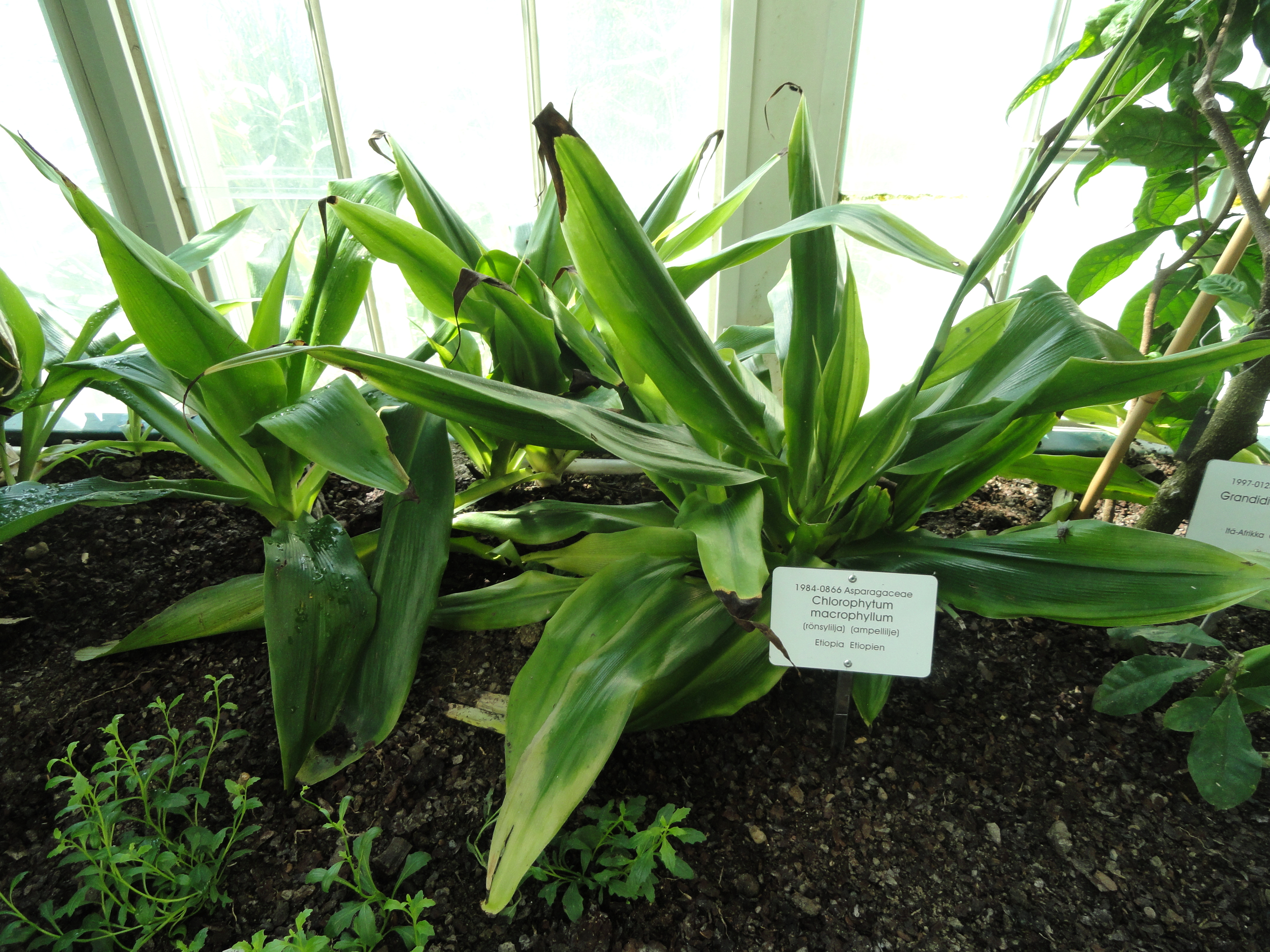
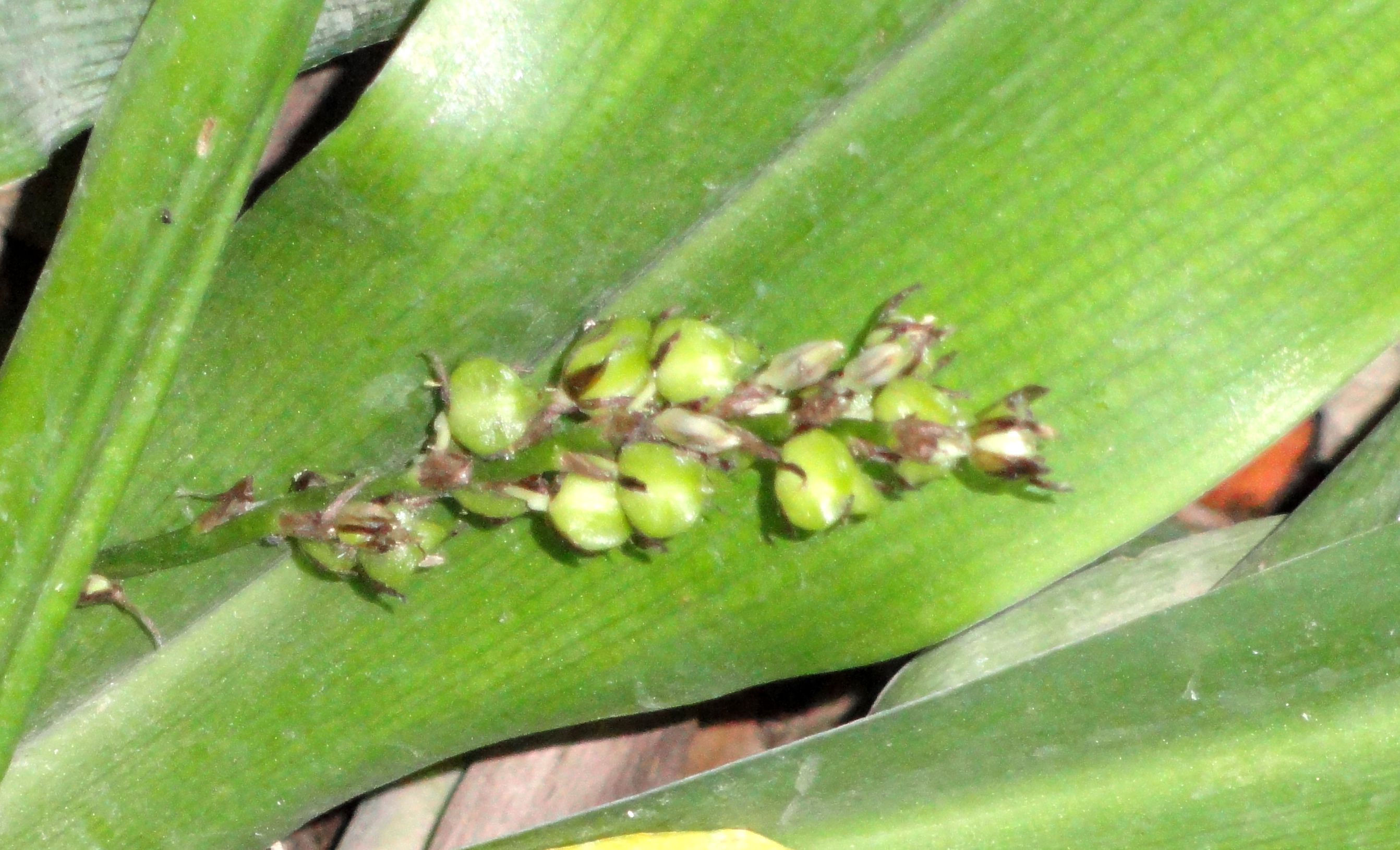
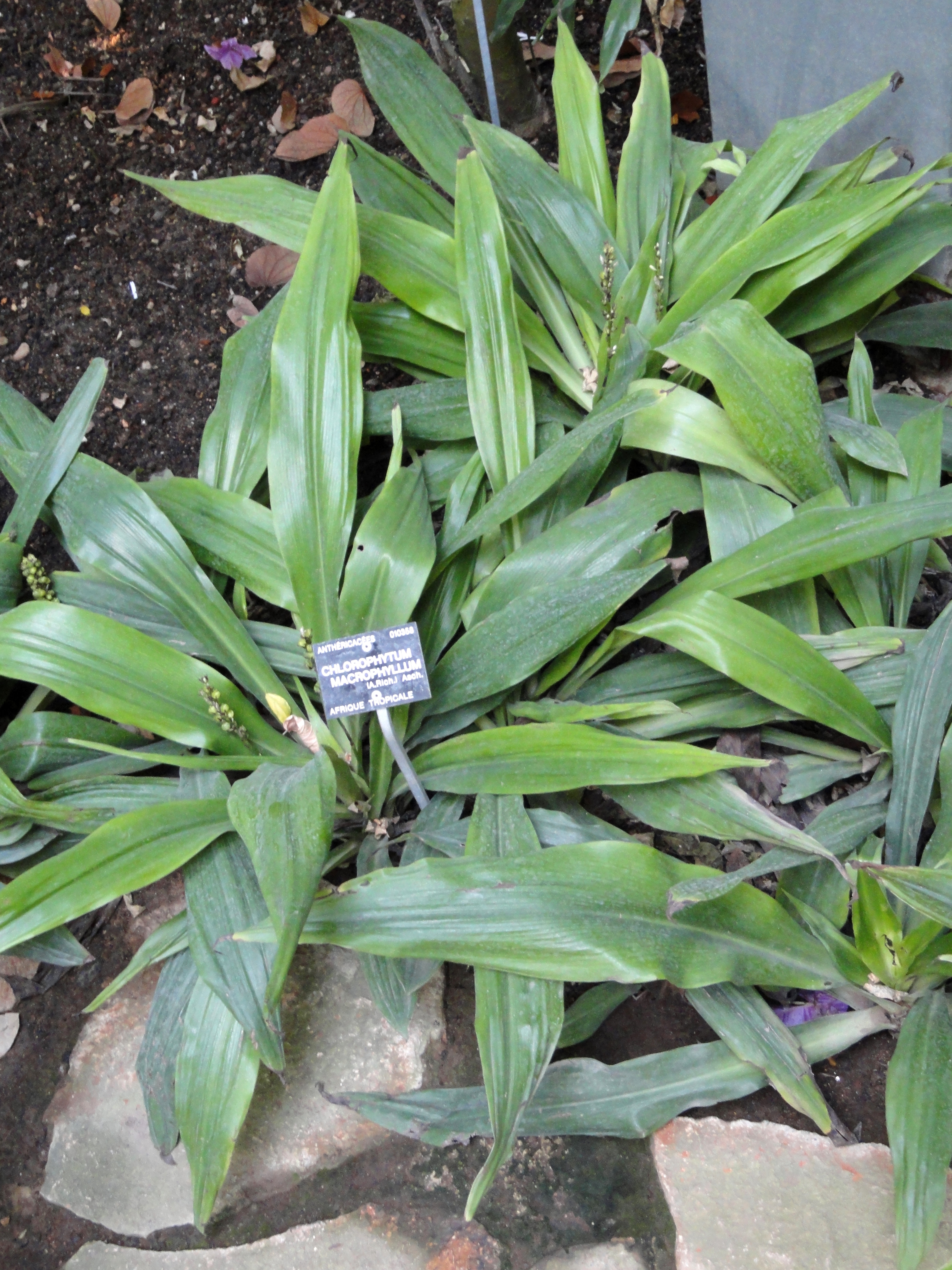